# Вік Всесвіту
|                             | WMAP       | Planck     |
| --------------------------- | ---------- | ---------- |
| Вік Всесвіту t0, млрд років | 13,75±0,13 | 13,81±0,06 |
| Стала Габбла H0, (км/с)/Мпк | 71,0±2,5   | 67,4±1,4   |

У фізичній космології, Вік Всесвіту — час, що минув з моменту появи Всесвіту (часу і матерії), тобто з моменту Великого вибуху. Згідно з поточними вимірами, вік Всесвіту становить 13.798±0.037 мільярдів років. Оцінка прийнята на основі однієї з поширених космологічних моделей Всесвіту, ΛCDM-моделі. Узгодження результатів різних наукових дослідницьких проектів: WMAP, Planck та інших дозволило обмежити похибку величиною 37 мільйонів років. Вимірювання космічного мікрохвильового фону дає час остигання Всесвіту, а вимірювання темпу розширення Всесвіту дозволяє порахувати час до Великого Вибуху, екстраполюючи темп остигання.
Оскільки вже в спеціальній теорії відносності час залежить від руху спостерігача, а в загальній теорії відносності — ще й від стану, то треба уточнити, що слід розуміти в такому разі під віком Всесвіту. У сучасному уявленні вік Всесвіту — це максимальний час, який виміряв би годинник з моменту Великого вибуху дотепер, якби він зараз потрапив нам до рук.

## Дивись також
- Походження Всесвіту
- Великий вибух